# Rivers (Manitoba)
Pour les articles homonymes, voir Rivers.
Rivers est une ville du Manitoba située dans l'ouest de la province et étant enclavée dans la municipalité rurale de Daly. La ville fut nommée en l'honneur de Sir Charles Rivers Wilson, président du conseil de la Compagnie de chemin de fer du Grand Tronc du Canada en 1908. La ville se situe à 40 km au nord-ouest de Brandon.

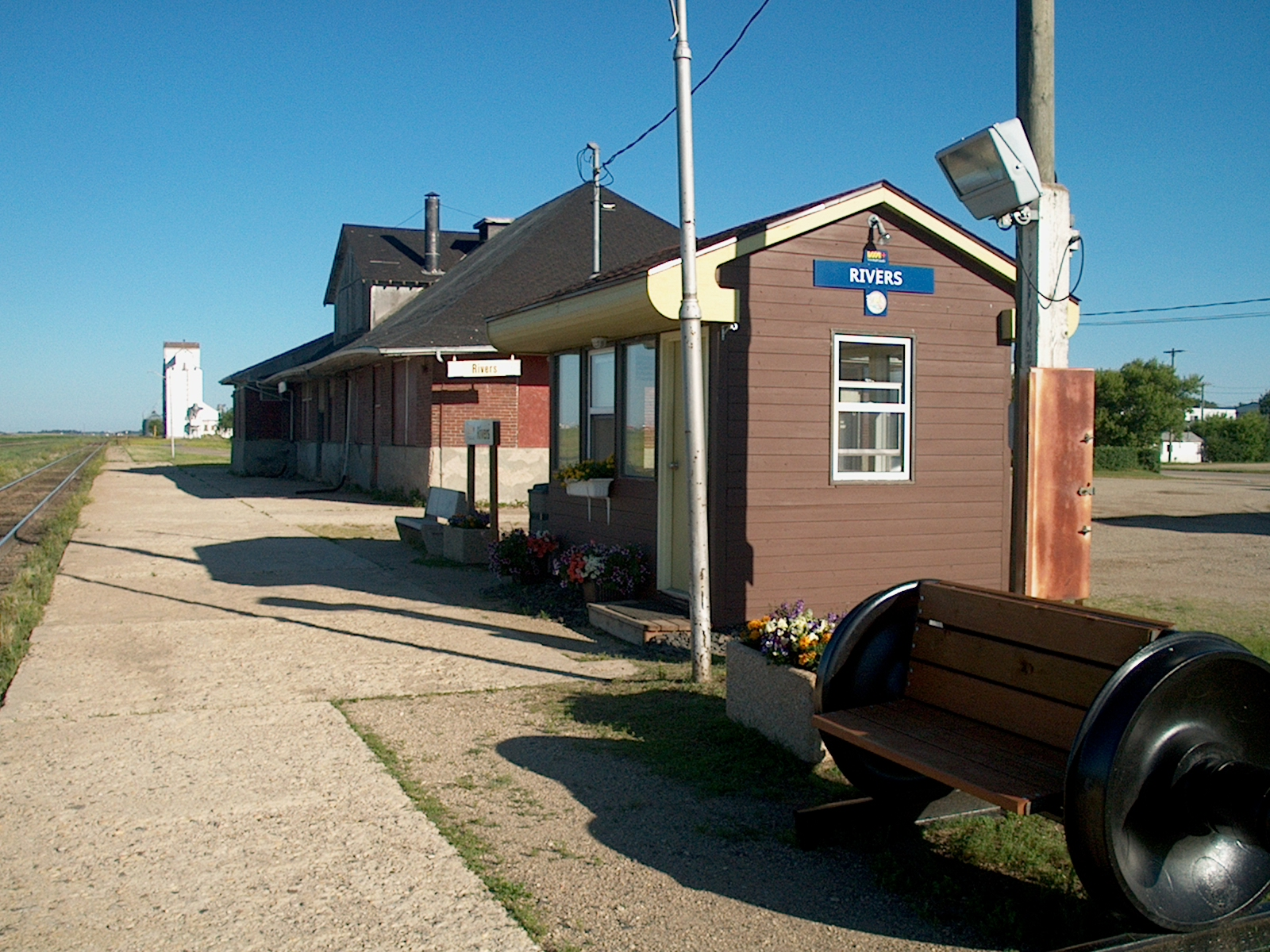
Gare de Rivers

## Référence
- (en) Cet article est partiellement ou en totalité issu de l’article de Wikipédia en anglais intitulé « Rivers, Manitoba » (voir la liste des auteurs).